# Демченко, Александр Николаевич
Александр Николаевич Демченко (род. 17 мая 1965) — советский и российский футболист, игравший на позиции защитника и нападающего.

## Карьера
На протяжении футбольной карьеры играл за казахские и советские команды, среди которых были «Авангард» (1981—1984, 1988—1989), «Атоммаш» (1982), «Экибастузец» (1985—1986), "Восток (1987, 1990—1993).
В России играл за «Строитель» (1994), «Динамо-Газовик» (1995—1996), «Юниор» (1997—1998), «Иртыш» (1999) и «УралАЗ» (2000).